# Федорівка (Запорізький район)
Фе́дорівка — село в Україні, у Широківській сільській громаді Запорізького району Запорізької області. До 2020 орган місцевого самоврядування — Миколай-Пільська сільська рада.
Населення становить 159 осіб.

## Географія

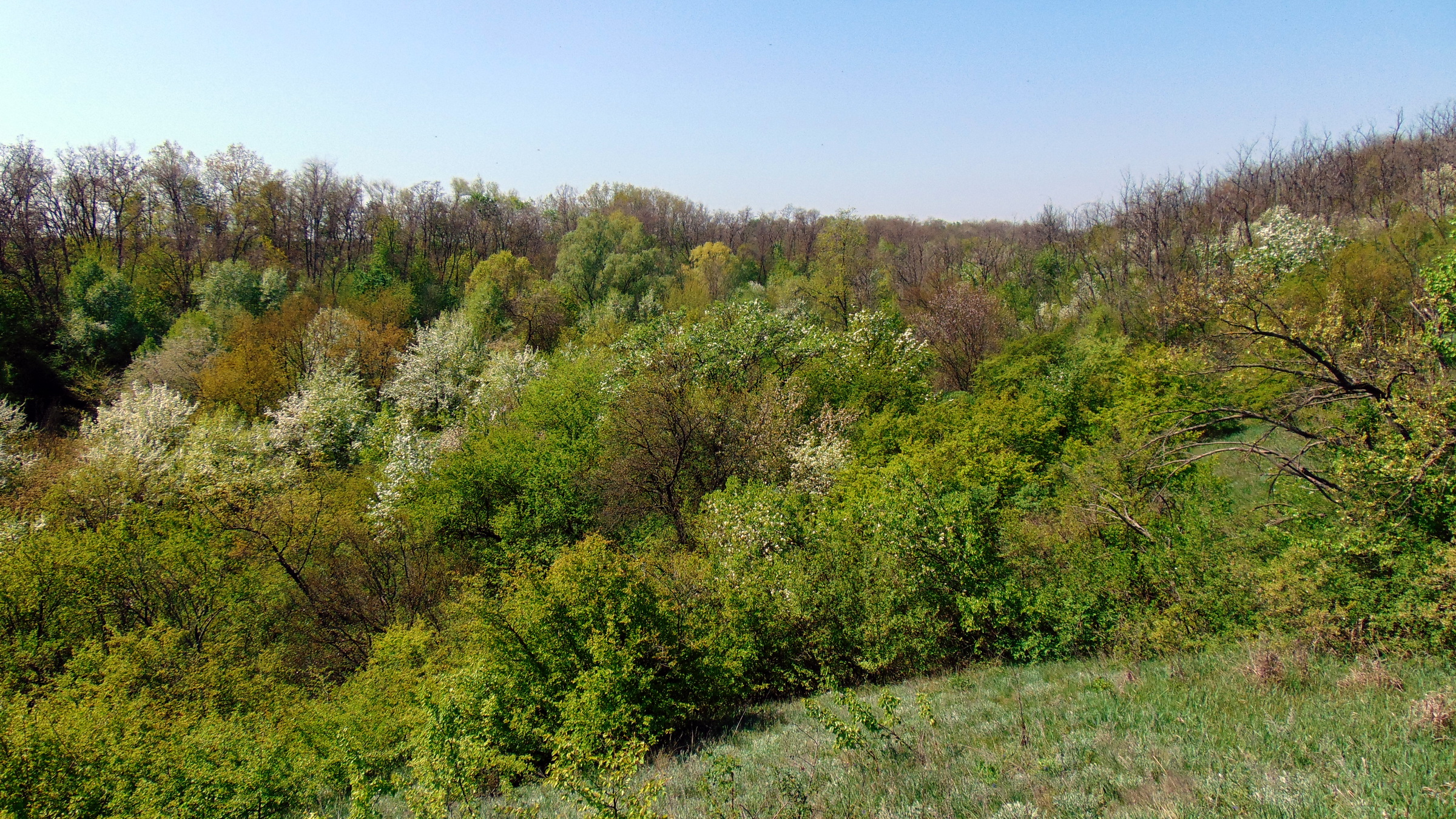
Балка Федорівська в квітні

Село Федорівка розташоване на правому березі річки Дніпро, на відстані 2 км від сіл Новопетрівка та Крилівське.
З півночі до села прилягає мальовнича балка Федорівська з невеликою однойменною затокою в гирлі. По днищу балки під захистом байрачного лісу протікає струмок. По схилах балки збереглись цілинні степи. 
У балці Федорівська і прилеглій акваторії Дніпровського водосховища зустрічається ряд раритетних видів та угруповань рослин і тварин, занесених до Червоної книги України, Зеленої книги України та інших природоохоронних документів.
На південний схід від села розташований ландшафтний заказник «Ґрунтозахисне лісонасадження». 

## Археологічні розвідки
При будівництві Дніпрогесу була проведена археологічна експедиція, що знайшла стоянку доби середнього палеоліту.

## Історія
12 червня 2020 року, відповідно до Розпорядження Кабінету Міністрів України від № 713-р «Про визначення адміністративних центрів та затвердження територій територіальних громад Запорізької області», увійшло до складу Широківської сільської громади.
19 липня 2020 року, в результаті адміністративно-територіальної реформи та ліквідації колишнього Запорізького району(1965-2020), село увійшло до складу новоутвореного Запорізького району.

## Галерея
Природні ландшафти балки Федорівська

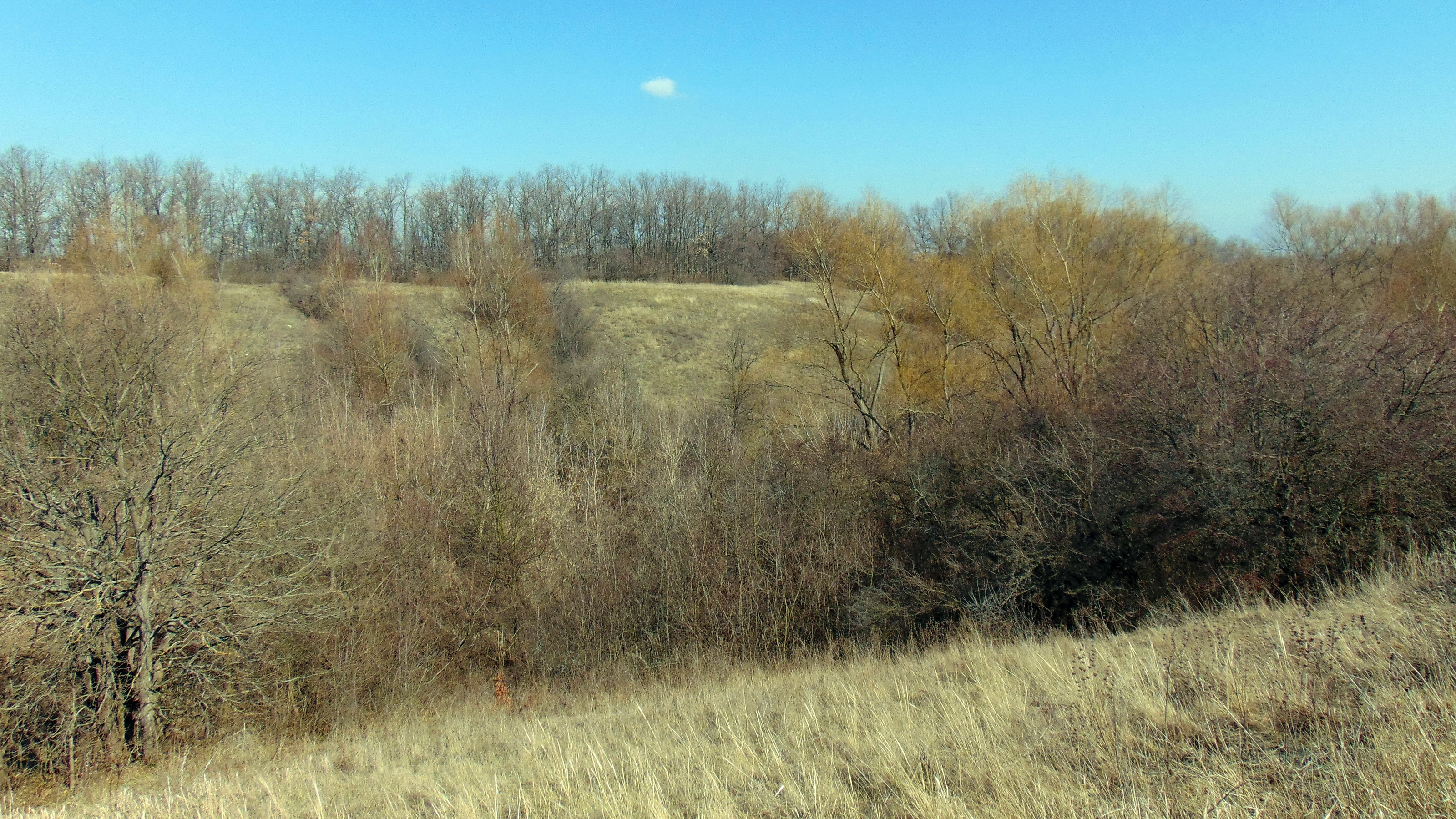
Балка в березні
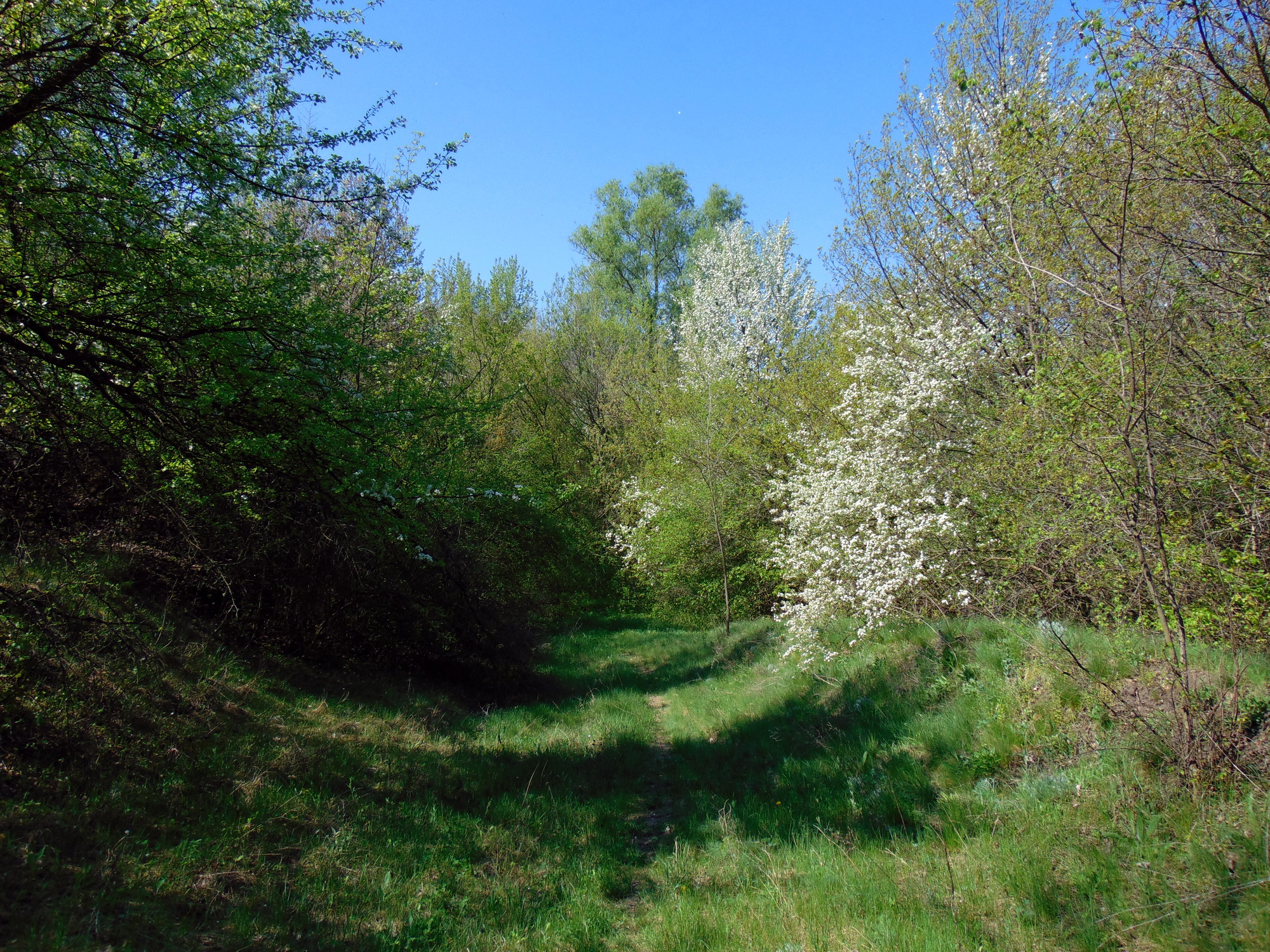
Стара дорога
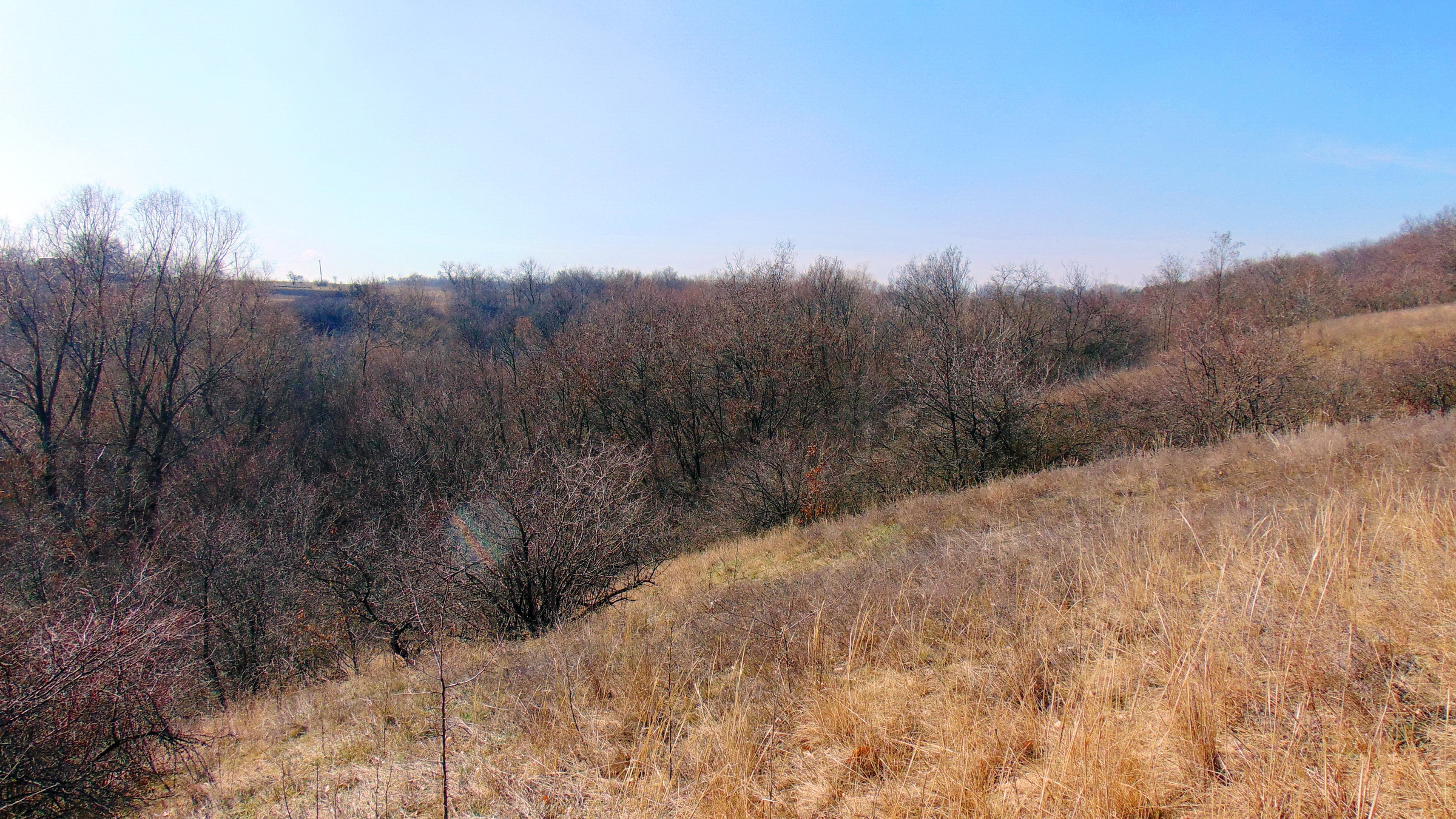
Цілинний степ на фоні байраку
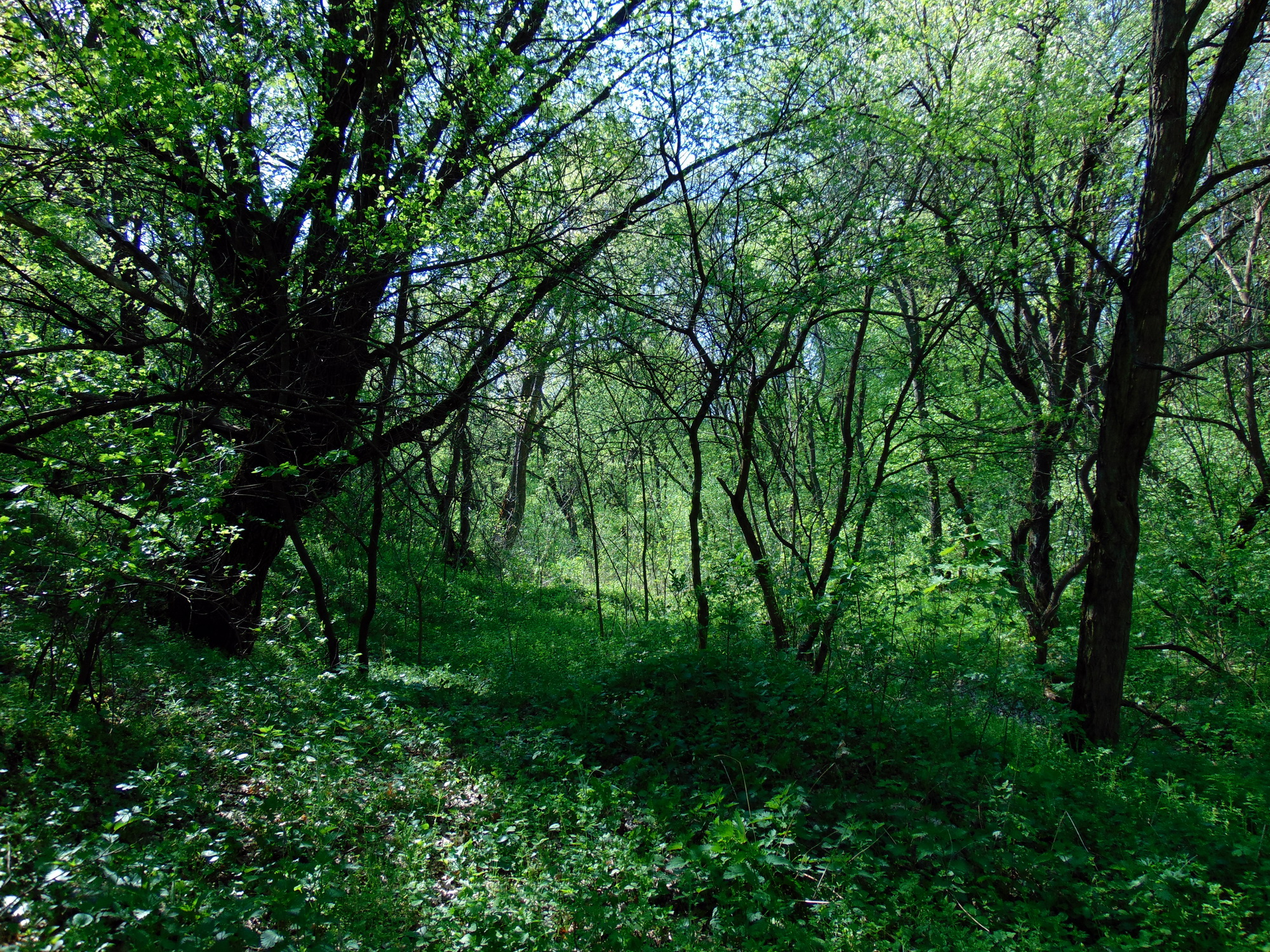
Байрак
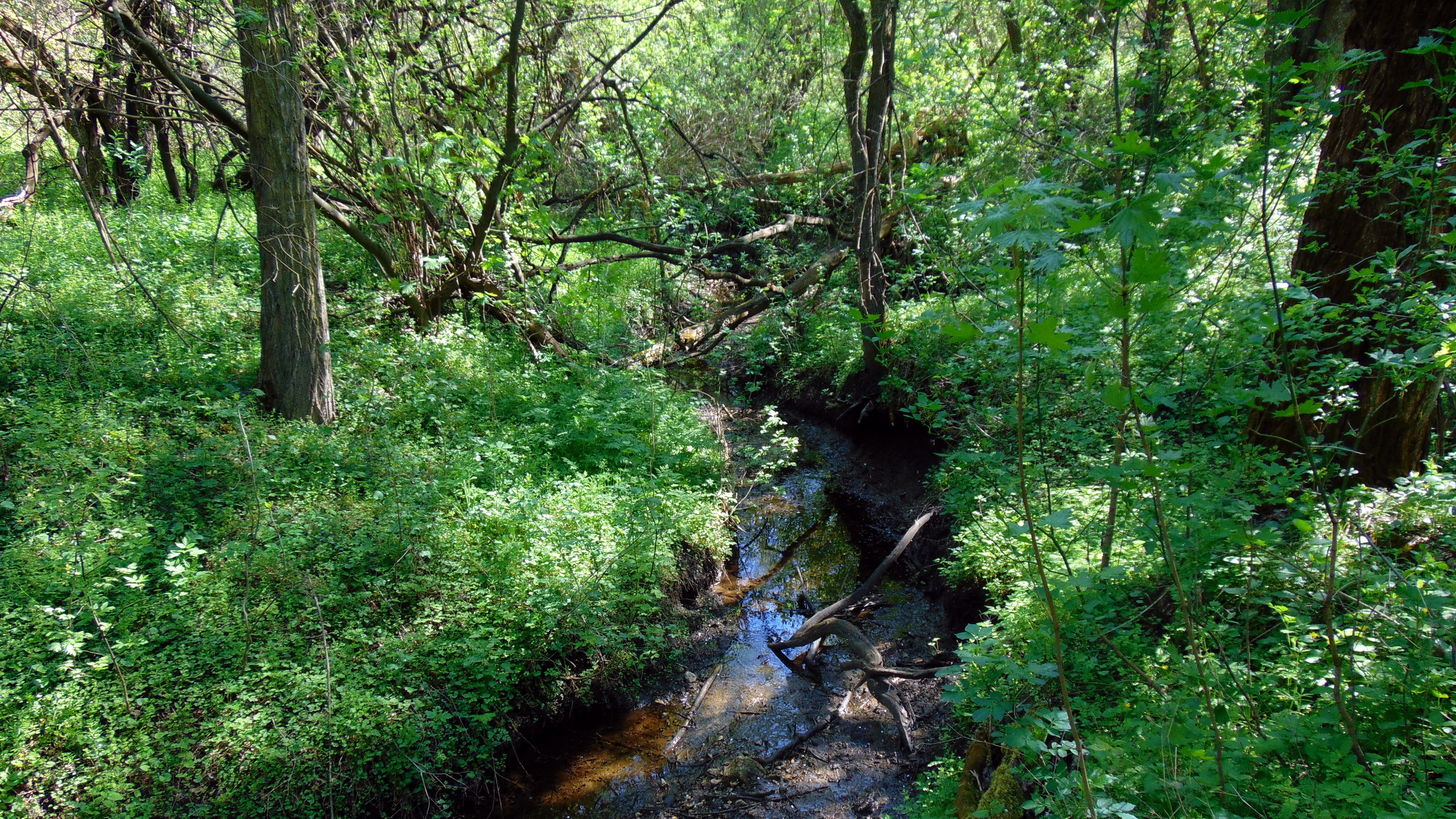
Струмок
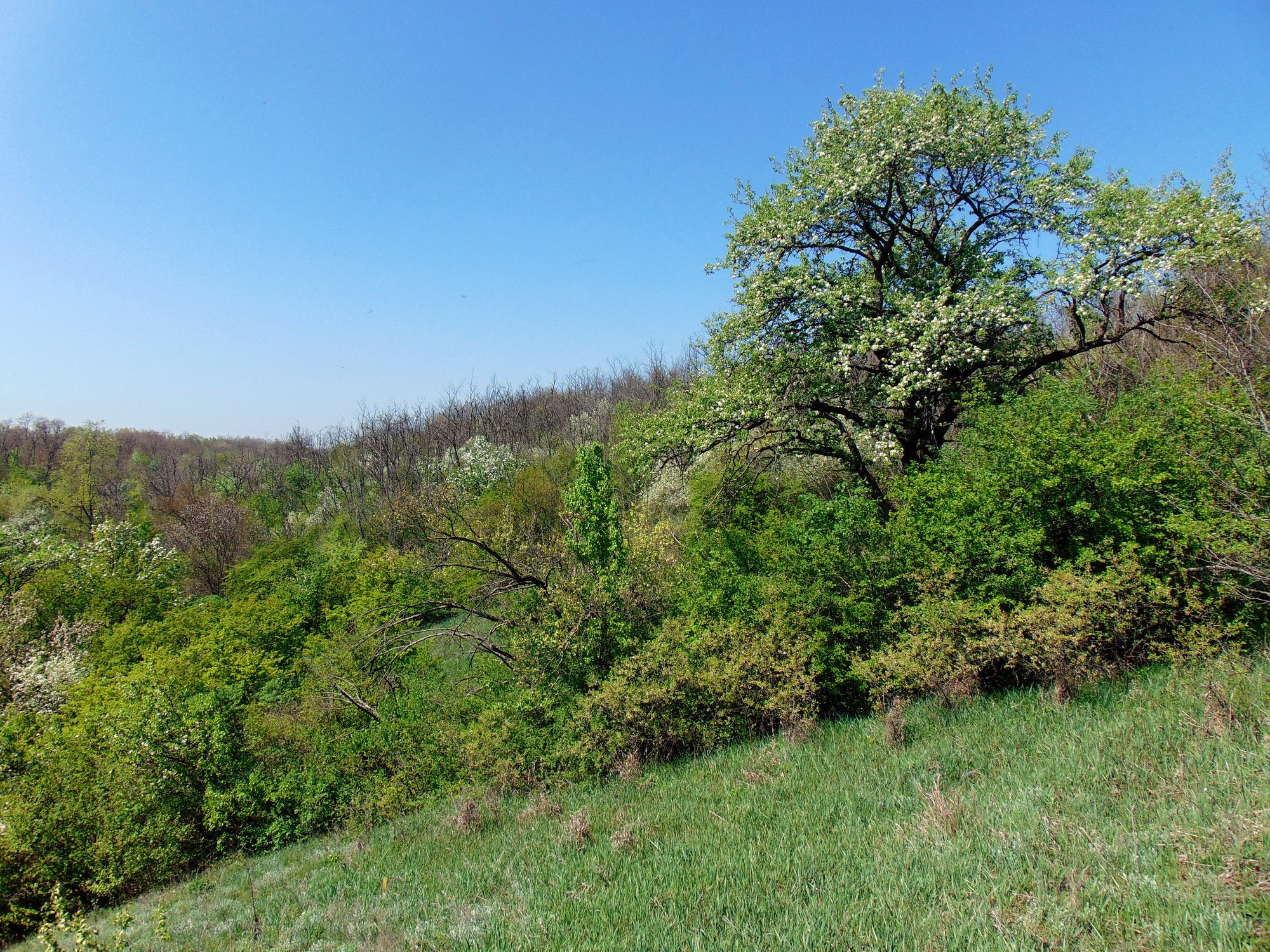
Вікова груша